# Turniej o Srebrny Kask 1975
Turniej o Srebrny Kask 1975 – rozegrany w sezonie 1975 turniej żużlowy z cyklu rozgrywek o „Srebrny Kask”. Wygrał Bolesław Proch, drugi był Ryszard Fabiszewski, a Eugeniusz Błaszak stanął na najniższym stopniu.

## Wyniki finałów
Poniżej zestawienie czołowej piątki każdego z rozegranych 8 turniejów finałowych.

### I turniej
- 10 kwietnia 1975, Łódź

| Msc. | Zawodnik           | Klub           | Pkt |  |  |
| ---- | ------------------ | -------------- | --- |  |  |
| 1    | Eugeniusz Błaszak  | Start Gniezno  | 13  |  |  |
| 2    | Mariusz Okoniewski | Unia Leszno    | 12  |  |  |
| 3    | Jacek Goerlitz     | Kolejarz Opole | 12  |  |  |
| 4    | Marian Witelus     | Kolejarz Opole | 12  |  |  |
| 5    | Kazimierz Adamczak | Unia Leszno    | 10  |  |  |

### II turniej
- 15 maja 1975, Gniezno

| Msc. | Zawodnik            | Klub              | Pkt |  |  |
| ---- | ------------------- | ----------------- | --- |  |  |
| 1    | Stanisław Nocek     | Motor Lublin      | 13  |  |  |
| 2    | Eugeniusz Błaszak   | Start Gniezno     | 12  |  |  |
| 3    | Ryszard Fabiszewski | Stal Gorzów Wlkp. | 11  |  |  |
| 4    | Mieczysław Woźniak  | Stal Gorzów Wlkp. | 10  |  |  |
| 5    | Mariusz Okoniewski  | Unia Leszno       | 9   |  |  |

### III turniej
- 21 maja 1975, Chorzów

| Msc. | Zawodnik            | Klub              | Pkt |  |  |
| ---- | ------------------- | ----------------- | --- |  |  |
| 1    | Tadeusz Berej       | Motor Lublin      | 11  |  |  |
| 2    | Eugeniusz Błaszak   | Start Gniezno     | 10  |  |  |
| 3    | Jacek Goerlitz      | Kolejarz Opole    | 10  |  |  |
| 4    | Mariusz Okoniewski  | Unia Leszno       | 9   |  |  |
| 5    | Ryszard Fabiszewski | Stal Gorzów Wlkp. | 8   |  |  |

### IV turniej
- 5 czerwca 1975, Zielona Góra

| Msc. | Zawodnik            | Klub                 | Pkt |  |  |
| ---- | ------------------- | -------------------- | --- |  |  |
| 1    | Bolesław Proch      | Falubaz Zielona Góra | 15  |  |  |
| 2    | Kazimierz Adamczak  | Unia Leszno          | 12  |  |  |
| 3    | Ryszard Fabiszewski | Stal Gorzów Wlkp.    | 11  |  |  |
| 4    | Tadeusz Berej       | Motor Lublin         | 10  |  |  |
| 5    | Ryszard Jany        | Sparta Wrocław       | 10  |  |  |

### V turniej
- 13 lipca 1975, Lublin

| Msc. | Zawodnik            | Klub                 | Pkt |  |  |
| ---- | ------------------- | -------------------- | --- |  |  |
| 1    | Ryszard Fabiszewski | Stal Gorzów Wlkp.    | 15  |  |  |
| 2    | Kazimierz Adamczak  | Unia Leszno          | 12  |  |  |
| 3    | Bolesław Proch      | Falubaz Zielona Góra | 12  |  |  |
| 4    | Jacek Goerlitz      | Kolejarz Opole       | 11  |  |  |
| 5    | Tadeusz Berej       | Motor Lublin         | 11  |  |  |

### VI turniej
- 17 lipca 1975, Toruń

| Msc. | Zawodnik            | Klub                 | Pkt |  |  |
| ---- | ------------------- | -------------------- | --- |  |  |
| 1    | Bolesław Proch      | Falubaz Zielona Góra | 13  |  |  |
| 2    | Ryszard Fabiszewski | Stal Gorzów Wlkp.    | 12  |  |  |
| 3    | Eugeniusz Błaszak   | Start Gniezno        | 12  |  |  |
| 4    | Jacek Goerlitz      | Kolejarz Opole       | 11  |  |  |
| 5    | Mariusz Okoniewski  | Unia Leszno          | 10  |  |  |

### VII turniej
- 7 sierpnia 1975, Rzeszów

| Msc. | Zawodnik            | Klub                 | Pkt |  |  |
| ---- | ------------------- | -------------------- | --- |  |  |
| 1    | Mariusz Okoniewski  | Unia Leszno          | 13  |  |  |
| 2    | Jan Wilk            | Stal Rzeszów         | 11  |  |  |
| 3    | Bolesław Proch      | Falubaz Zielona Góra | 11  |  |  |
| 4    | Leonard Raba        | Kolejarz Opole       | 10  |  |  |
| 5    | Ryszard Fabiszewski | Stal Gorzów Wlkp.    | 10  |  |  |

### VIII turniej
- 4 września 1975, Tarnów

| Msc. | Zawodnik            | Klub                 | Pkt |  |  |
| ---- | ------------------- | -------------------- | --- |  |  |
| 1    | Bolesław Proch      | Falubaz Zielona Góra | 13  |  |  |
| 2    | Kazimierz Adamczak  | Unia Leszno          | 12  |  |  |
| 3    | Eugeniusz Błaszak   | Start Gniezno        | 10  |  |  |
| 4    | Ryszard Fabiszewski | Stal Gorzów Wlkp.    | 9   |  |  |
| 5    | Leonard Raba        | Kolejarz Opole       | 9   |  |  |

## Klasyfikacja końcowa
Uwaga!: Odliczono dwa najgorsze wyniki.
| Poz | Zawodnik            | Klub                 | ŁÓD | GNI | CHO | ZIE | LUB | TOR | RZE | TAR | Punkty |
| --- | ------------------- | -------------------- | --- | --- | --- | --- | --- | --- | --- | --- | ------ |
| 1   | Bolesław Proch      | Falubaz Zielona Góra | –   | –   | 8   | 15  | 12  | 13  | 11  | 13  | 72     |
| 2   | Ryszard Fabiszewski | Stal Gorzów Wlkp.    | 9   | 11  | 9   | 11  | 14  | 13  | 10  | 12  | 71     |
| 3   | Eugeniusz Błaszak   | Start Gniezno        | 13  | 12  | 12  | 9   | 9   | 12  | 9   | 10  | 68     |
| 4   | Kazimierz Adamczak  | Unia Leszno          | 10  | 5   | 6   | 12  | 12  | 8   | 8   | 12  | 62     |
| 5   | Mariusz Okoniewski  | Unia Leszno          | 12  | 9   | 10  | 5   | –   | 10  | 13  | 5   | 59     |
| 6   | Jacek Goerlitz      | Kolejarz Opole       | 12  | 6   | 11  | –   | 11  | 11  | 8   | –   | 59     |
| 7   | Tadeusz Berej       | Motor Lublin         | 7   | 8   | 13  | 10  | 11  | 6   | 7   | 7   | 56     |
| 8   | Leonard Raba        | Kolejarz Opole       | 4   | 8   | 8   | 7   | –   | –   | 10  | 9   | 46     |
| 9   | Mieczysław Woźniak  | Stal Gorzów Wlkp.    | 9   | 10  | 7   | 5   | 8   | 6   | 6   | 6   | 46     |
| 10  | Stanisław Nocek     | Motor Lublin         | –   | 13  | 12  | 5   | 9   | 8   | 8   | –   | 45     |
| 11  | Kazimierz Ziarnik   | Polonia Bydgoszcz    | 7   | 3   | 4   | 6   | 8   | 2   | –   | 6   | 34     |
| 12  | Marian Psionka      | Motor Lublin         | 5   | 7   | 5   | 0   | 6   | 7   | 1   | –   | 31     |

| Kolor   | Wynik      |
| ------- | ---------- |
| Złoty   | Zwycięzca  |
| Srebrny | 2. miejsce |
| Brązowy | 3. miejsce |